# Hyperion (horská dráha)
Hyperion je železná horská dráha v zábavním parku Energylandia ve městě Zátor v Malopolském vojvodství v Polsku. Jde o druhou nejrychlejší, první nejdelší a druhou nejvyšší horskou dráhu v Evropě.

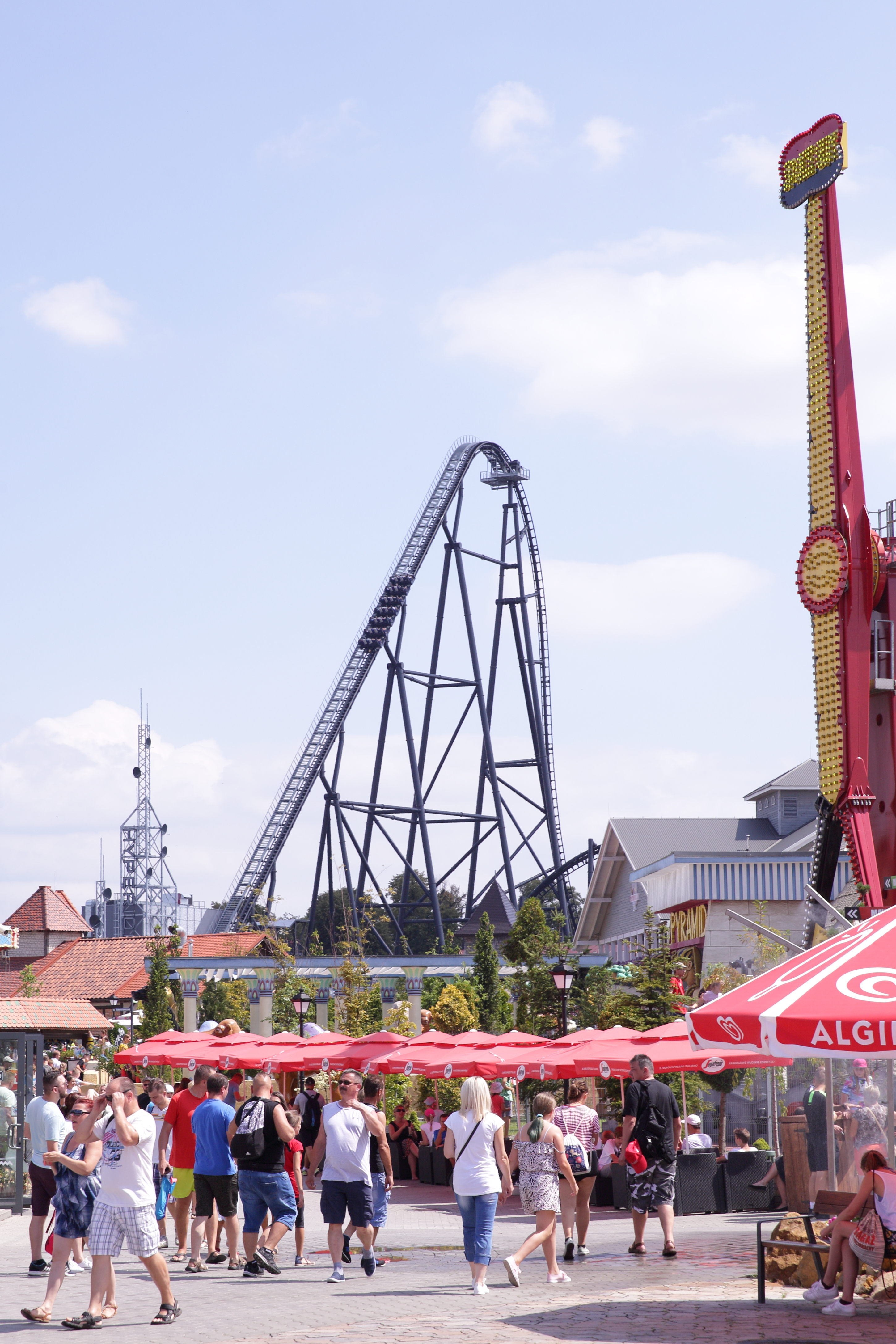
Dráha (2018)

## Popis jízdy
Zpočátku dráha stoupá do výšky 77 metrů, poté následuje prudký sestup pod úhlem až 85° na délce 82 metrů do podzemního tunelu, a to rychlostí až 142 km/h.[ve zdroji nenalezeno] Následně stoupá o 45 metrů, přičemž jezdci zažívají silné negativní přetížení (angl. ejector airtime). Poté trať provede 360° smyčku. Dále se na trati nachází ještě jeden prudký sjezd, při kterém nastává chvilková ztráta gravitace (přetížení přibližně 0 g, tzv. stav beztíže). Nakonec dráha odbočuje o 180° doprava a vrací se do stanice.